# Pomaderreae
Pomaderreae es una tribu de arbustos de la familia Rhamnaceae.

## Géneros
Según NCBI
- Blackallia - Cryptandra - Granitites - Papistylus - Polianthion - Pomaderris - Siegfriedia - Spyridium - Stenanthemum - Trymalium[1]